# مارشتيتن
مارشتيتن (بالألمانية: Märstetten) هي بلدية سويسرية تتبع لمقاطعة فاينفيلدن في كانتون تورغاو. تبلغ مساحتها 9.97 كيلومتر مربع، ويقدر عدد سكانها بـ 2758 نسمة (حسب تعداد ديسمبر 2015).